# Железная дорога Пелиона
|  |  |

|  |  |

|  |  |

|  |  |

|  |  |

|  |  |

|  |  |

|  |  |

|  |  |

|  |  |

|  |  |

|  |  |

|  |  |

|  |  |

|  |  |

|  |  |

|  |  |

|  |  |

|  |  |

|  |  |

|  |  |

|  |  |

|  |  |

|  |  |

|  |  |

|  |  |

Железная дорога Пелиона — узкоколейная железнодорожная линия с шириной колеи 600 мм, соединяющая города Волос и Милеэ на полуострове Пелион.
После завершения строительства компанией Фессалийские железные дороги железной дороги Лариса — Волос с метровой колеей, которая соединила Волос с Ларисой и железной дороги Велестинон — Каламбака, которая соединила Волос с Каламбакой в 1886 году, правительство Греции решила расширить сеть на восток Фессалии, чтобы соединить Волос с городами на полуострове Пелион. Из за сложного рельефа местности было принято решение прокладывать железнодорожную линию шириной 600 мм. Новая линия проходила от вокзала города Волос, через центр города (в центре линия использовалась для передвижения городского трамвая) и далее в город Агрия (1892), Ано-Лехония (1896) и Милеэ (1903).
Участок пути от Ано-Лехония до Милеэ имеет ряд интересных инженерных сооружений, в том числе семь каменных мостов, железный железнодорожный мост в Милеэ, два тоннеля и пять каменных автомобильных мостов над железнодорожной линией. Железнодорожные депо были размещены в городах Волос, Агрия и Милеэ. В настоящее время функционирует одно депо в Ано-Лехонии. Поворотные платформы располагались в Волосе и Милеэ. Водонапорные башни располагались в Агрия, Ано-Лехонии (существует в настоящее время) и Милеэ.
До 1955 года линия управлялась Фессалийскими железными дорогами, а затем перешла под управление Греческих государственных железных дорог. В 1971 году вместе с остальной железнодорожной сетью перешла в собственность Организации железных дорог Греции (OSE), и в скором времени обслуживание этой линии было прекращено.
Участок дороги от Волоса до Агрии работал под управлением общества «Друзья железной дороги Пелиона» между 1987 и 1994 годами. В 1996 году OSE возобновило движение по линии на паровых локомотивах, а в 1999 году заменила их дизельными. В результате землетрясения станции в городах Агрия и Ано-Лехония были серьезно повреждены, но OSE восстановила строения в изначальном виде.

## Настоящее время
В настоящее время на линии между Милеэ и Ано-Лехония TrainOSE использует один поезд по субботам, воскресеньям и праздничным  дням с середины апреля до конца октября.  По состоянию на май  года из Ано-Лехония поезд №3800 отправляется в 10:00 и прибывает в Милеэ в 11:35. Из Милеэ в Ано-Лехония поезд №3801 отправляется в 15:00 и прибывает на конечную станцию в 16:30.

## Подвижной состав
| Номер  | Тип    | Кол-во | Производитель    | Модель | Мощность | Год       | Фото |
| ------ | ------ | ------ | ---------------- | ------ | -------- | --------- | ---- |
|        | 0-8-0T | 3      | Weidknecht       |        |          | 1892      |      |
|        | 0-4-0T | 1      | Weidknecht       |        |          | 1892      |      |
|        | 2-6-0T | 2      | Tubize           |        |          | 1909      |      |
|        | 2-6-0T | 3      | Haine St. Pierre |        |          | 1912      |      |
|        | 0-4-0T | 2      | Decauville       |        |          | 1912      |      |
|        | 4-6-0T | 1      | Baldwin          |        |          | 1917/1950 |      |
| A1, A2 |        | 2      | Schöma           |        |          | 1999      |      |